# Eurois argni
Eurois argni là một loài bướm đêm trong họ Noctuidae.